# Organizzazione internazionale protezione animali
L'Organizzazione internazionale per la protezione degli animali (OIPA) nasce nel 1981 con sede centrale internazionale a Milano.
Come organizzazione non governativa (ONG) è affiliata al Dipartimento della Comunicazione Globale (DGC) nonché in Stato consultivo dell'ECOSOC delle Nazioni Unite. È membro dell'Assemblea delle nazioni Unite per l'Ambiente (UNEA) creata dal Programma delle Nazioni Unite per l'ambiente (UNEP).
Scopo primario è la sensibilizzazione sulla tutela e la difesa dei diritti degli animali attraverso campagne mirate alla lotta al randagismo, alla caccia, ed a qualsiasi forma di maltrattamento. Si avvale di collaborazioni con personalità del settore medico-veterinario, con la finalità di abolire la vivisezione e promuovere una ricerca medica scevra dall'utilizzo di animali come cavie da laboratorio.
OIPA international è riconosciuta come organizzazione non lucrativa di utilità sociale (ONLUS).
OIPA Italia è dal 2020 una OdV (Organizzazione di Volontariato) ai sensi del D. Lgs. n. 117/2017 e iscritta al RUNTS (Registro Unico Nazionale del Terzo Settore).

## Attività
La rete di volontari, di cui si compone l'associazione, è coordinata da sezioni provinciali dispiegate sul territorio nazionale ed impegnate nei seguenti ambiti d'azione:
- allestimento di tavoli informativi con scopo di promozione di campagne attive e sensibilizzazione
- formazione didattica su tematiche animaliste
- presidi e manifestazioni autorizzate
- organizzazione di eventi, convegni e congressi
- attività di volontariato e protezionismo sul territorio.

Dal 2002, OIPA Italia OdV annovera al suo interno un corpo di guardie zoofile con funzioni di polizia giudiziaria, presente in 18 regioni e avente oltre 60 nuclei provinciali attivi.

### OIPA International
Le attività al di fuori dello Stato Italiano sono regolamentate dalla sede internazionale sita a Milano, e coordinate dalle delegazioni presenti nelle relative nazioni d'appartenenza. La struttura organizzativa prevede i seguenti ruoli:
- International Representatives (ovvero delegazioni internazionali) - identifica la presenza diretta di un rappresentante ed un ufficio di competenza.
- Member Leagues (denominate leghe membro) - soci OIPA Internazionale, sono associazioni animaliste e protezioniste indipendenti con accesso a risorse logistiche, organizzative e legali messe a disposizione da OIPA.

Attualmente operano 197 leghe membro in 62 nazioni e sui 5 continenti, con Delegazioni in Camerun, India, Messico, Pakistan e in molti altri stati del mondo.
OIPA International è riconosciuta dal 2017 quale organizzazione non lucrativa di utilità sociale (ONLUS).

## Campagne internazionali
- Azerbaigian. In occasione dell'evento Eurovision Song Contest 2012, il programma televisivo Bau Boys ed OIPA International hanno promosso unitamente una campagna contro le barbare uccisioni di cani randagi[3].
- Ucraina. Dalla fine del 2011, OIPA International è direttamente coinvolta con una propria delegazione nel tentativo di sensibilizzare l'opinione pubblica sul massacro incondizionato di animali randagi[4], attraverso interventi di prevenzione e denuncia, aiuto alle strutture sul campo e collaborazione con le autorità governative[5].
- Serbia. Nonostante lo Stato serbo abbia ratificato nel luglio del 2011 la Convenzione europea per la protezione degli animali da compagnia[6], i canili comunali ricorrono in modo continuo all'eutanasia per risolvere l'endemico problema del randagismo. OIPA International, collaborando con le associazioni locali, si batte per la cessazione dei maltrattamenti e l'adeguamento delle strutture alle normative internazionali.
- Corea del Sud. In Corea, contrariamente alla credenza popolare, cibarsi di cane è un fenomeno recente che non ha mai fatto parte della tradizione culinaria. L'OIPA International ha diretto i propri sforzi per porre fine al commercio ed osteggiare i piani del governo coreano diretti al controllo igienico della carne di cane e di gatto[7], via d'accesso alla legalizzazione del consumo. A seguito di una lunga campagna che ha visto grande sostegno e partecipazione internazionale, incluso il prezioso appoggio di numerose associazioni animaliste e la raccolta di oltre 30.000 firme a sostegno di una petizione, le autorità coreane hanno proceduto a rafforzare l'attuale normativa a protezione degli animali.
- Sudafrica. Le foche Cape Fur sono ritenute res nullis, ovvero senza diritti, pur rientrando nella categoria delle specie protette dal 1973 sotto il Sea-bird and Seal Protection Act (Act 46 of 1973)[8], che di fatto ne contrasta il commercio. Lo scopo di Seal Alert Sudafrica e una schiera di altre organizzazioni come Canadian Voice for Animals, Action Against Poisoning, Seals Turkey è creare un corridoio elettronico di 30.000 cittadini del mondo e presentare la petizione al Ministero per il dipartimento degli affari ambientali e il turismo del Sudafrica, e convincere a portare a buon fine la normativa con l'introduzione di leggi a protezione delle foche.
- Mauritania. La fondazione di un'associazione locale per la tutela delle condizioni degli asini da lavoro, dettata dalla necessità di arrestare il fenomeno dei maltrattamenti ed educare le giovani generazioni al rispetto di questa razza equina, è il frutto della collaborazione tra OIPA International e le autorità di Nouadhibou, capoluogo della nazione africana.
- Groenlandia. Ilulissat, paese conosciuto per i suoi bellissimi paesaggi da fiaba e per essere un accogliente villaggio situato a circa 350 km a nord del circolo polare artico, è stato per molti anni teatro di infiniti abusi perpetrati sui cani da slitta[9]. Dopo continui contatti con le autorità del luogo e lunghi mesi di campagne culminati con la raccolta di oltre 10.000 firme a sostegno di una petizione contro la crudeltà e gli abusi, è stato possibile raggiungere una conclusione positiva e constatare un regolare miglioramento delle condizioni di detenzione[10].